# Кокуџин
Кокуџин (јап. 国人), јапански термин који означава ситног властелина или земљопоседника. Био је у употреби у периоду Камакура (1185-1333), Муромачи (1533-1573) и Азучи-Момојама (1573-1598). Исто значење имају и термини џисамурај (јап. 地侍) и кунишу (који се користио на острву Кјушу).

## Историја

### Период Муромачи
Израз кокуџини је у Јапану током средњег века означавао ситну војничку властелу, која је држала ситне земљишне поседе у провинцијама. Почетком периода Муромачи (14. век) локална властела у провинцијама постепено је подчињена од стране војних гувернера (шуго), који су их укључили у своје војне одреде. Овај процес био је познат као вазализација, и постепено је напредовао упркос отпору кокуџина.

### Период Сенгоку
Слом централне власти Ашикага шогуната после Онинског рата (1467-1477) и осамостаљивање шугоа од централне власти довели су до покрета и побуна међу ситном властелом. До краја петнаестог века, власт војних гувернера је била доведена у питање појавом група или заједница које су тражиле, од више централне власти, аутономију у својим локалним пословима. На вишем нивоу, ово је попримило облик „кокуџинских властелинстава“ (заичи рјошу) где су локалне властелинске породице постале једини власници своје земље, успевајући да се заштите од виших власти сопственом снагом оружја или формирањем савеза (ики) са суседним кокуџинима. У почетку, ови савези су били малог обима, али као у случају провинције Аки, неки су били у стању да се супротставе мешању и бакуфуа и суседних шугоа. Револуционарни аспект оваквих савеза био је у томе што су организовани на основу територије и заједнички су одржавани у циљу самоодбране. Крајем петнаестог века из редова кокуџина изашли су поједини локални војни господари, а многи од њих су били вође ики савеза, чија је територија била довољно велика да им да статус даимјоа. Ово је био велики подстицај за формирање такозваних сенгоку даимјоа. Са друге стране, већина кокуџина овог доба приклонила се моћнијим господарима, чинећи основу њихових војски.
Примера ради, деда Ода Нобунаге припадао је кокуџинима из провинције Овари.

### Период Азучи-Момојама
У периоду уједињења Јапана, локални кокуџини у неким областима често су били вође савеза (ики) који су се опирали освајачким претензијама Ода Нобунаге и Тојотоми Хидејошија. Кокуџини провинције Оми противили су се Ода Нобунаги пуних пет година (1568−1573), а кокуџини провинције Ига одбили су његов први напад (1579). Уз то, кокуџини провинција Сецу, Кага, Исе и Киј били су најупорније присталице  Ико−икија који се опирао Нобунаги пуних 10 година (1570−1580). После освајања Кјушуа (1587), кокуџини провинције Хиго побунили су се против Тојотоми Хидејошија (1588−1590).